# Bannister River
Bannister River är ett vattendrag i Australien. Det ligger i delstaten Western Australia, omkring 110 kilometer sydost om delstatshuvudstaden Perth.
I omgivningarna runt Bannister River växer huvudsakligen savannskog. Trakten runt Bannister River är nära nog obefolkad, med mindre än två invånare per kvadratkilometer. Genomsnittlig årsnederbörd är 757 millimeter. Den regnigaste månaden är september, med i genomsnitt 139 mm nederbörd, och den torraste är februari, med 9 mm nederbörd.